# Smolnica (Slezské vojvodství)
Smolnica (německy Smolnitz) je starostenská vesnice v gmině Sośnicowice v okrese Gliwice ve Slezském vojvodství.
V letech 1975–1998 byla pod administrativní správou Katovického vojvodství.

## Název
Heinrich Adamy ve svém díle o místních názvech obcí ve Slezsku vydané v roce 1888 ve Vratislavi uvádí název vesnice Smoły (česky: smůla) a spojuje ji s místem produkce. Německý název odvozuje od nejstaršího polského názvu Smolnica jako Teerosenplatz polsky: miejsce smoły (česky: místo smůly). V němčině byl používán název Smoliz.
V latinské Liber fundationis episcopatus Vratislaviensis z doby biskupa Jindřicha I. z Vrbna v letech 1297–1305 byla uváděna jako Smolnitz.
V letech 1936–1945 byla vesnice v rámci germanizace přejmenována na Eichenkamp.
Změny názvu vesnice v průběhu let:
- Smolitz – kolem roku 1228
- Smolitz – v roce 1295 v latinské kronice Liber fundationis episcopatus Vratislaviensis
- Smolicz – od roku 1447
- Smolice – rok 1679
- Smolitz, Schmolitz – rok 1687
- Schmolnitz (na mapě Slezska z roku 1736)[5]
- Smolnitz - do roku 1936
- Eichenkamp - od roku 1936 do 1945
- Smolnica - od roku 1945

## Historie
První údaj o vesnici Smolnica je z roku 1228 jako farnost ve Smolnici v latinské kronice Liber fundationis episcopatus Vratislaviensis. V kronice se uvádí, že vesnice byla založena podle německého práva. Pravděpodobně byla znovu založena na území vypleněná mongolskými vojsky. Vesnice měla 47 lánů půdy.
V roce 1376 Smolnice byla samostatnou farností v biskupství - diecéze Vratislavské, v polovině 14. století – archidiakonát Opole, archipresbitariát Gliwice pod číslem 8: Smolnitz. V roce 1447 v účtech Svatopetrského haléře je uváděna opět pod číslem 8 jako samostatná farnost. V roce 1506 majitel Smolnice Mikuláš (Mikołaj) si půjčil 15 českých grošů od probošta ze Sośnicowic, pravděpodobně na obnovu vesnice zničenou v době husitských válek nebo jinými pohromami. V roce 1600 (1603) byl v obci postaven protestanty dřevěný kostel svatého Bartoloměje, který je na seznamu kulturních památek Polska pod číslem 495/56 z 2. 11. 1956 a A/118/08 z 18. 2. 1969.
V druhé polovině 17. století Smolnice byla součástí panství Georga Bernharda von Welczek, kancléře opolsko-ratibořického knížectví. Majitelem Smolnice v letech 1715–1769 byl Julius Gebhardt hrabě von Hoym, v letech 1769–1815 Amalia von Hohenlohe-Ingelfingen hraběnka von Hoym. V roce 1830 Fürst August von Hohenlohe-Oeringen-Ingelfingen, v roce1884 měl patronát Herzog von Ujest. V roce 1830 vesnice patřila pod administrativu správního obvodu Opole - Regierung Oppeln, okresu Tost-Glewitz, pošta byla v Gliwicích. Ve Smolnici bylo 58 domů, jeden panský dvůr a žilo zde 1305 obyvatel. Ve Smolnici byla katolická škola s jedním učitelem, vodní mlýn, důl k těžbě železné rudy s pěti jámami. Od roku 1854 ve vsi byla cihelna. V letech 1937–1941 byla na území, které patřilo Smolnici, vybudována osada Wilcze Gardło (Vlčí hrdlo), od roku 1975 nejmenší čtvrť města Gliwic.
V letech 1975–1979 byl postaven nový zděný kostel Panny Marie Královny.

## Charakteristika
Vesnice Smolnica má rozlohu 1082 ha, z toho 16,8 % tvoří zástavba, 14,2 % je orná půda a 69 % pokrývají lesy. Sousedí s čtvrtěmi města Gliwice: Ostropa, Wilcze Gardło a obcemi: Żernica, Nieborowice, Pilchowice, Leboszowice, Trachy, Sośnicowice.
V roce 2011 ve Smolnici žilo 1237 obyvatel (624 mužů a 613 žen). V roce 1999 byla uzavřena základní škola.
Ve Smolnici se nachází:
- mateřská škola
- sbor dobrovolných hasičů
- fotbalové hřiště, hřiště pro košíkovou a odbíjenou
- několik malých hřebčínů

## Transport
Vesnicí vede silnice č. 2916S (ulice Wiejska) z obce Sosnowice do obce Źernica a ulice Kościelna a Leboszowska

## Turistika
Vesnicí vedou:
- Stezka dřevěné architektury Slezského vojvodství
- Turistická cesta Trasa Sto let turistiky
- Turistická trasa č. 278 okolo Smolnice (výškový rozdíl 231 m n. m. v km 1,14, a 254 m n. m. v km 2,57)[12]

## Pamětihodnosti
- dřevěný Kostel sv. Bartoloměje z roku 1777, který je součástí Stezky dřevěné architektury Slezského vojvodství.
- římskokatolický kostel Panny Marie Královny
- Boží muka
- kaple
- památník padlým v první a druhé světové válce